# 松本景繁
松本景繁，生年不詳－元龜元年(1570年)，是日本戰國時代的武將。松本家本是尾張源氏的後裔，之後移居至越後三島郡松本邑，遂改姓松本以小木城為本據。
松本景繁為上杉謙信的家臣，通稱大學助、石見守。於永祿四年的第四次川中島合戰中表現活躍上杉謙信賜予景繁血染的感狀。
在上杉謙信進軍進軍關東後，於永祿8年(1565年)至12年(1569年)期間與河田重親、上野家成同為沼田三人眾擔當沼田城代，並與小中大藏少輔家成、小國刑部少輔重賴、新發田右衛門大夫長敦一同負責防備進入上野的武田軍，永祿10年(1567年)北條高廣受北條氏康策反時松本景繁和小中家成、新發田長敦奉命討伐立功。
松本景繁長期擔任沼田城代，駐守國境擔當針對武田、北條的防備工作，在永祿11年(1568年)上杉、北條的越相同盟締結時和北條家北條氏邦、遠山康光、遠山康英父子、由良成繁等交涉，使氏康七子三郎(上杉景虎)入上杉家當養子。後死於元龜元年(1570年)。